# Ниагарский полуостров

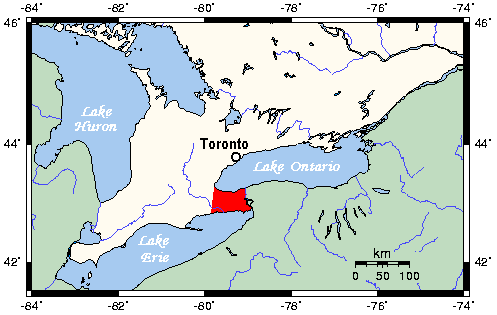
Ниагарский полуостров на карте Южного Онтарио

Ниагарский полуостров (англ. Niagara Peninsula) — часть Южного Онтарио, Канада, расположенная между южным берегом озера Онтарио и северным берегом озера Эри, рекой Ниагара на востоке и городом Гамильтон на западе. Население полуострова составляет приблизительно 1 миллион человек. Местность около истока Ниагары из озера Эри известна под названием «Ниагарский Фронтир».
Административно большая часть Ниагарского полуострова входит в состав регионального муниципалитета Ниагара. Другая часть полуострова административно относится к Гамильтону и графству Хальдиманд.

## История
Первоначально территория была населена индейскими племенами, свободно торговавшими между собой и с двумя крупнейшими враждующими племенными союзами, проживавшими в районе Великих озёр: гуронами и ирокезами (в их конфликте упомянутые племена придерживались нейтралитета). Во время так называемых Бобровых войн существенная часть ирокезов была уничтожена. После Войны за независимость США здесь поселились лоялисты, покинувшие мятежные колонии. Ниагарский полуостров был одной из первых территорий, образовавших так называемую Верхнюю Канаду.
Административным центром новой колонии стал город Ниагара-он-те-Лейк. Во время Англо-американской войны (1812—1815) американцами было предпринято несколько попыток занять стратегически важную область, но все они закончилось неудачно, в том числе по причине ожесточённого сопротивления практически всего населения, включая французов, индейцев и британских лоялистов.
На первом этапе колонизации на полуострове распространилось сельское хозяйство — садоводство и виноградарство (благодаря подходящему климату) поныне являются важными составляющими его экономики, — но с течением времени область превратилась в преимущественно промышленный район. Важную роль сыграли возведённая водяная мельница, a позже — строительство Велландского канала и гидроэлектростанции на Ниагарском водопаде. Ныне в регионе развивается туристическая отрасль.